# Witold Nazarewicz
Witold Nazarewicz (ur. 26 grudnia 1954 w Warszawie) – amerykański i polski fizyk jądrowy, profesor uniwersytetu w Knoxville, Tennessee, USA i Uniwersytetu Warszawskiego. Posługuje się też skróconą wersja imienia „Witek”.

## Życiorys
Po maturze studiował najpierw na Politechnice Warszawskiej, kończąc w roku 1977 stopniem magistra inżyniera Fizyki Technicznej i Matematyki Stosowanej. W latach 1987–1990 pełnił funkcję prodziekana tegoż wydziału.
Kontynuował studia w Instytucie Badań Jądrowych w Świerku uzyskując doktorat w roku 1981. Habilitował się na Uniwersytecie Warszawskim w roku 1986, uzyskał stopień profesora zwyczajnego w roku 1994. Promotorem doktoratu i habilitacji był Zdzisław Szymański.
W roku 1995 został powołany na profesora uniwersytetu stanowego Tennessee w Knoxville (aktualnie James McConnell Distinguished Professor), a od roku 1996 w Oak Ridge National Laboratory (aktualnie ORNL Corporate Fellow). Od roku 1986 zatrudniony na Uniwersytecie Warszawskim.
Od roku 2009 jest profesorem gościnnym University of the West of Scotland w Paisley (Szkocja), gdzie otrzymał godność doktora honoris causa.
W latach osiemdziesiątych i dziewięćdziesiątych był profesorem gościnnym na Uniwersytecie w Lund oraz w Instytucie Nielsa Bohra w Kopenhadze, na uniwersytecie w Kolonii, uniwersytecie w Florydzie, Królewskiej Politechnice w Sztokholmie, uniwersytetach w Liverpoolu, Kioto.
Jest członkiem American Physical Society oraz American Association for the Advancement of Science, a także Polskiego Towarzystwa Fizycznego.
Zajmuje się jądrowym zagadnieniem wielu ciał, a w szczególności strukturą jąder atomowych dalekich od ścieżki beta stabilności, superciężkich i jąder o dużym momencie pędu, oraz dynamiką kolektywną układów kwantowych i strukturą kwantowych układów otwartych. Zalicza się do najczęściej cytowanych fizyków.
Jest edytorem czasopisma Reviews of Modern Physics w zakresie fizyki jądrowej.
W roku 2012 został laureatem nagrody im. Toma W. Bonnera w zakresie fizyki jądrowej.